# 1586
Cette page concerne l'année 1586  du calendrier grégorien.
L'année 1586 est une année commune qui commence un mercredi.

## Événements
- 9 février[1] : Francis Drake s’empare de Carthagène des Indes, en Colombie.
- 11 juillet : le corsaire Thomas Cavendish quitte Plymouth pour un voyage autour du monde[2]. Il explore le delta de l’Orénoque à la recherche de l’Eldorado.

- Afrique occidentale : Mohamed Bano, frère de Mohamed el-Hadj, lui succède à la tête de l'empire songhaï, mais se montre inapte à gouverner. L’anarchie et la famine précipitent sa chute. Il meurt en 1588 d’une congestion, quelques instants avant de livrer bataille à son frère le galama Sadiki[3].

### Europe
- 23 avril[4], Russie : à la mort de Nikita Romanov, Boris Godounov, beau-frère du tsar, exerce le pouvoir[5].
- Juin : Marie Stuart, reine d'Écosse, reconnaît Philippe II d'Espagne comme héritier[6].

- 5 juillet : traité de Berwick entre Jacques VI d'Écosse et Élisabeth Ire d'Angleterre[7].
- 17 juillet : retour de Ralph Lane en Angleterre. Il introduit l'usage de fumer la pipe de la colonie de Roanoke[8].
- 29 juillet : Tioumen est la première ville fondée en Sibérie par les russes[9].
- 15 août : Sir Francis Walsingham, grâce à ses espions, surprend un complot monté par Babington et inspiré par le jésuite Ballard ; il s’agit d’assassiner Élisabeth Ire d'Angleterre et la remplacer par Marie Stuart avec l’aide de Philippe II d'Espagne. Walsingham intercepte des lettres qui permettent d’arrêter Ballard, Badington et une vingtaine de complices qui sont jugés et exécutés. Marie Stuart est arrêtée en septembre. Elle est déclarée coupable de trahison et condamnée à mort le 25 octobre[7].

- 18 septembre : Alexandre Farnèse monte sur le trône du duché de Parme[10].
- 22 septembre : victoire espagnole sur les Pays-Bas à la bataille de Zutphen. Le favori de la reine Élisabeth Ire d'Angleterre Philip Sidney est mortellement blessé[11].

- 3 décembre : bulle Postquam verus[12]. Sixte Quint fixe le nombre des cardinaux à 70 : six cardinaux-évêques, 50 cardinaux-prêtres, et 14 cardinaux-diacres.

- Fondation de Samara sur la Volga[13].
- 1586-1596 : Albert d'Autriche gouverneur du Portugal de 1583 à 1593, devient grand inquisiteur (1586-1596)[14]. l’Inquisition portugaise décide la tenue de plus de 50 autodafés entre 1681 et 1600. Les Juifs convertis portugais se réfugient en Espagne[15].

## Naissances en 1586
- 2 avril : Pietro della Valle dit Pellegrino, aventurier et explorateur italien († 21 avril 1652).
- 7 mai : François IV de Mantoue, noble italien, duc de Mantoue et de Montferrat († 22 décembre 1612).
- 12 août : Louis de Bersaques, arpenteur belge assermenté († 7 juin 1646).
- 17 août : Johann Valentin Andreae, théologien allemand, auteur des Noces chymiques de Kristian RosenKreutz († 1654).
- Août : Jean Le Clerc, peintre d'histoire baroque caravagesque († 20 octobre 1633).
- Octobre : Joseph Mede, auteur et théologien anglais et anglican († 1638).
- Date précise inconnue :
  - Marcantonio Bassetti, peintre italien († 1630).
  - Dirk Rafaelszoon Camphuysen, poète, peintre et théologien protestant hollandais († 9 juillet 1627).
  - Joost Cornelisz Droochsloot, peintre néerlandais († 14 mai 1666).
  - Théophraste Renaudot, médecin du roi Louis XIII, membre du Conseil de Richelieu, précurseur de la presse écrite avec La Gazette et le premier journal d’annonces, la Feuille du bureau d’adresses († 1653).
  - Luis Tristán, peintre espagnol († 1624).
  - Yun Xiang, peintre chinois († 1655).

## Décès en 1586
- 9 janvier : Paul Wittich, mathématicien et astronome germanique (° vers 1546).
- 18 janvier : Marguerite de Parme, duchesse de Parme et Plaisance, fille naturelle de Charles Quint (° 28 décembre 1522).
- 22 janvier : Louis Duret, premier médecin des rois Charles IX et Henri III et professeur au Collège royal (° 1527).
- 25 janvier : Lucas Cranach le Jeune, peintre et graveur de la Renaissance artistique allemande (° 4 octobre 1515).

- 11 février :
  - Auguste Ier de Saxe, électeur de Saxe, comte palatin de Saxe et margrave de Misnie (° 31 juillet 1526).
  - Élisabeth de Brunswick-Grubenhagen, première femme du duc Jean de Schleswig-Holstein-Sonderbourg, fils du roi Christian III de Danemark (° 20 mars 1550).
- 21 février : Michele della Torre, cardinal italien (° 1511).

- 1er mars : Amalia de Clèves, princesse de la maison de La Marck (° 17 octobre 1517).
- 3 mars : Francesco Brina, peintre maniériste italien (° 1540).

- 8 avril : Martin Chemnitz, théologien protestant allemand (° 9 novembre 1522).
- 11 avril : Jean-Frédéric Madruzzo, noble d'origine italienne (° 1534).
- 15 avril : Guy XIX de Laval, aristocrate français (° 13 août 1555).

- 5 mai : Henry Sidney, lord lieutenant d'Irlande, courtisan et homme politique (° 20 juillet 1529).
- 7 mai : Galeazzo Caracciolo marquis de Vico, noble et théologien italien (° 1517).
- 9 mai : Luis de Morales, peintre espagnol (° vers 1510).
- 25 mai : Marguerite Clitherow, martyre anglaise de l'Église catholique (° 1556).
- 29 mai : Adam Lonitzer, botaniste, naturaliste et médecin allemand (° 10 octobre 1528).
- 31 mai : Antonio Agustín, érudit et jurisconsulte espagnol, archevêque de Tarragone (° 26 février 1517).

- 2 juin : Henri d'Angoulême, fils naturel de Henri II avec sa maîtresse Jane Stuart (° 1551).
- 9 juin : Filippo Boncompagni, cardinal italien (° 7 septembre 1548).
- 20 juin : Araki Murashige, obligé d'Oda Nobunaga et daimyō (seigneur féodal) du château d'Itami de la fin de la période Sengoku (° 1535).
- 28 juin : Primus Truber, théologien slovène protestant, traducteur de la Bible en slovène (° 8 juin 1508).

- 8 juillet : Hachisuka Masakatsu, samouraï et vassal de Toyotomi Hideyoshi au cours de l'époque Azuchi Momoyama (° 1526).

- 10 août : Marc-Claude de Buttet, poète et gentilhomme savoisien (° 1530).
- 25 août : Giovanni Battista Maganza,  poète et peintre maniériste italien (° vers 1513).
- 27 août : Georges de la Hèle, compositeur franco-flamand (° 1547).
- 30 août[16] : Andrea Gabrieli, organiste et compositeur italien, maître de chapelle de Saint-Marc (Venise) (° vers 1553).

- 5 septembre : Jean Rouxel, jurisconsulte et poète français (° 1530).
- 7 septembre : Prince Masahito, fils ainé de l'empereur Ōgimachi (° 16 mai 1552).
- 10 septembre : Takahashi Shigetane, obligé du clan Ōtomo à la fin de l'époque Sengoku du Japon féodal (° 1548).
- 18 septembre : Octave Farnèse, fils de Pierre Louis Farnèse et de Gerolama Orsini, second duc de Parme et de Plaisance et second duc de Castro (° 9 octobre 1524).
- 20 septembre : Anthony Babington, noble anglais (° 24 octobre 1561).
- 21 septembre : Antoine Perrenot de Granvelle, évêque d'Arras, archevêque de Malines puis cardinal, diplomate, conseiller d'État de l'empereur germanique Charles Quint, puis de son fils, le roi Philippe II d'Espagne (° 20 août 1517).
- 29 septembre : Pierdonato Cesi, cardinal italien (° 1521).

- 1er octobre : Adolphe de Holstein-Gottorp, duc de Schleswig-Holstein-Gottorp (° 25 janvier 1526).
- 15 octobre : Filippa Duci, courtisane piémontaise, maîtresse du Dauphin Henri, futur roi de France Henri II (° 1520).
- 16 octobre : Janus Frégose, prélat français (° 15 janvier 1531).
- 17 octobre : Philip Sidney, poète, courtisan et soldat anglais (° 30 novembre 1554).
- 19 octobre : Ignazio Danti, moine dominicain, mathématicien, astronome et cosmographe italien (° avril 1536).
- 21 octobre : Takigawa Kazumasu, samouraï de l'époque Sengoku (° 1525).
- 22 octobre : Semion Anikievitch Stroganov, de la Famille Stroganoff, il aurait financé l'expédition Ermak (° 1540).

- 5 novembre : Jean-Édouard Du Monin, poète, dramaturge et traducteur français (° 1559).

- 6 décembre : Joachim-Ernest d'Anhalt, prince de la maison d'Ascanie (° 20 octobre 1536).
- 12 décembre : Étienne (Stefan) Báthory, roi de Pologne et palatin de Hongrie (° 27 septembre 1533).
- 25 décembre : Kikkawa Motoharu, samouraï de l'époque Sengoku (° 1530).
- 28 décembre : Edward Ellerker, homme politique anglais (° 1537).
- 30 décembre : Luigi d'Este, cardinal italien (° 1538).

- Date précise inconnue :
  - Pedro de Campaña, peintre, architecte, sculpteur et mathématicien belge (° 1503).
  - Gerolamo Chiavari, soixante-quatorzième doge de Gênes (° 1521).
  - Giovan Battista Cini, dramaturge italien (° 1525).
  - Louis Cappel de Montgemberg, théologien français (° 1534).
  - Jean II de Ferrières, gentilhomme protestant, seigneur de Maligny et vidame de Chartres (° 1520).
  - Gerolamo De Franchi Toso, soixante-treizième doge de Gênes (° 1522).
  - Sengge Düüreng, Khan qui succède à son père Altan Khan (° 1522).
  - Jeanne de Laval, dame de Senneterre, est une maîtresse royale (° 3 septembre 1549).
  - Antoine Matharel, écrivain français (° 1537).
  - Paolo Giustiniani Moneglia, doge de Gênes (° 1506).
  - Jacob Praetorius l'Ancien, organiste et compositeur allemand (° 1520).
  - René II de Rohan, seigneur de Blain et de Ploërmel (° 1550).
  - Francesco Sansovino, écrivain italien (° 1521).
  - Frédéric de Saxe-Lauenbourg, chanoine à la Cathédrale de Strasbourg, Chorévêque à la Cathédrale de Cologne et prévôt (° 1554).
  - Suzuki Shigehide, fils de Suzuki Sadayu, dernier chef des Saika ikki durant les dernières années de l'époque Sengoku du Japon féodal (° 1546).
  - Pierre Tolet, médecin français (° 1502).
  - Johann Jakob Wecker, médecin et philosophe allemand (° 1528).

- 1584, 1585 ou 1586 :
- Ulpian Fulwell, poète, satiriste et dramaturge anglais (° 1546).

- Après 1586 :
- Louise de La Béraudière du Rouhet, dame d'honneur de Catherine de Médicis (° 1530).